# Boeris Bikes
La Boeris Bikes, più conosciuta semplicemente come Boeris, è azienda storica Italiana di biciclette personalizzate, un tempo produttore di biciclette da corsa, fondata a Torino (Mirafiori) nel 1910 da Lorenzo Boeris.

## Storia
L'azienda nacque nel 1910 nel quartiere industriale di Torino, Mirafiori Sud, come una piccola officina di ricambi per biciclette. Nel 1927 l'attività prese il nome Ciclosport.
Dopo la fine della seconda guerra mondiale, l'azienda brevettò diversi componenti ciclistici innovativi tra cui il “cambio di velocità a deragliamento di catena per bici” e il "bloccaggio autocentrante lampo".
Nel 1959 l'attività cambiò il nome in Boeris e avviò la produzione di biciclette da corsa.
Fin dai primi anni di attività, l'azienda fu fornitore ufficiale di biciclette per un'altra importante azienda storica di Mirafiori, Torino, la Fiat. 
Con il debutto di Boeris nel mondo delle competizioni ciclistiche nel 1970, l'azienda creò collaborazioni con diverse importanti squadre ciclistiche, la G.S. Fiat Torino e successivamente con la G.S. Lancia, Finauto e Brunero di Ciriè.

## La Boeris oggi
Oggi la Boeris produce telai per cicli mountain bike e da corsa ed è attiva nella produzione di biciclette personalizzate. L'azienda si avvale del sistema proprietario di rilevamento delle misure antropometriche Metrika, per la creazione di cicli basati sulle esigenze strutturali e fisiche dell'utente.

## Gruppi Sportivi e ciclisti

### Sponsor tecnico squadre sportive
- 1970 G.S. Fiat Torino
- 1970 G.S. Lancia
- 1980 G.S. Fiat Trattori
- 1983 G.S. Fiatagri
- 1980 - 2007 G.S. Brunero[7]

### Giro Ciclistico d'Italia
- 1980 - Classe dilettanti - Giovanni Fedrigo

### Campionati europei di ciclismo su strada
- 2003 - Atene - Classe dilettanti - Giovanni Visconti

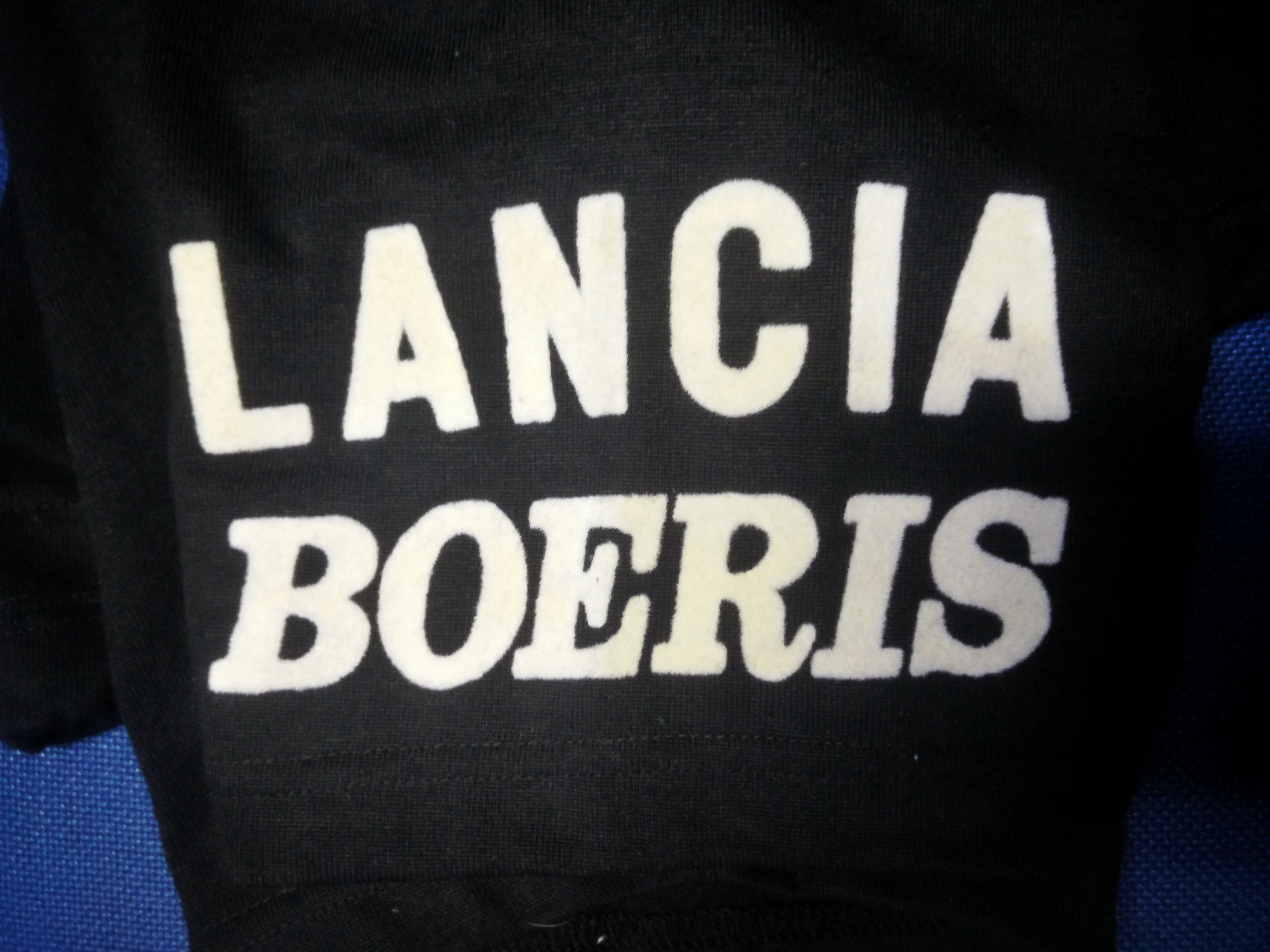
Pantaloncini originali del gruppo sportivo Lancia Boeris anni '70